# 拉讷赖
拉讷赖（法語：Lanneray，法語發音：[lanʁɛ]）是法国厄尔-卢瓦省的一个旧市镇，位于该省南部略偏西，属于沙托丹区。2019年1月1日，拉讷赖和相邻的圣但尼莱蓬合并为新市镇圣但尼-拉讷赖（Saint-Denis-Lanneray）。

## 地理
拉讷赖（48°5'12"N, 1°14'26"E）面积26.63 平方千米，位于法国中央-卢瓦尔河谷大区厄尔-卢瓦省，该省份为法国北部内陆省份，北起顺时针与厄尔省、伊夫林省、埃松省、卢瓦雷省、卢瓦-谢尔省、萨尔特省和奧恩省接壤。
与拉讷赖接壤的市镇（或旧市镇、城区）包括：圣但尼莱蓬。

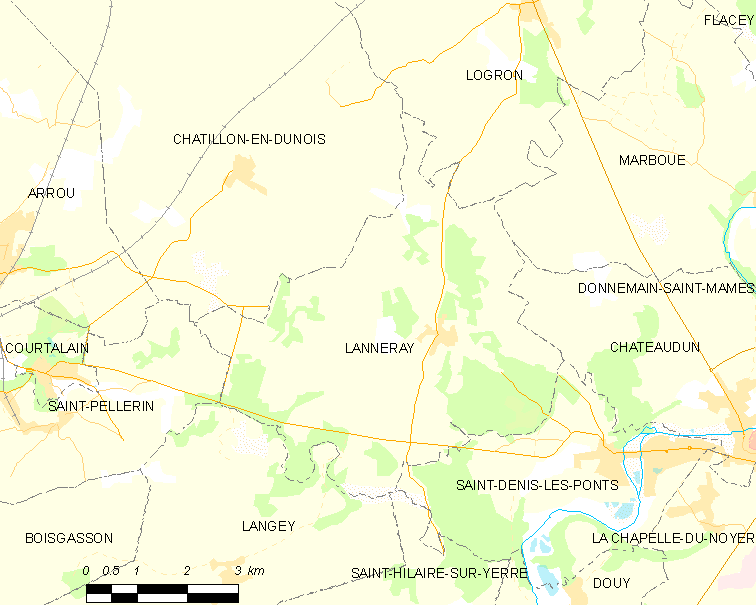
拉讷赖的OSM定位图

拉讷赖的时区为UTC+01:00、UTC+02:00（夏令时）。

## 行政
拉讷赖的邮政编码为28200，INSEE市镇编码为28205。

## 政治
拉讷赖所属的省级选区为沙托丹县。

## 人口

1962-2008年间拉讷赖人口变化图示

拉讷赖于2018年1月1日时的人口数量为540人。